# Spilosoma ericsoni
Spilosoma ericsoni är en fjärilsart som beskrevs av Semper 1899. Spilosoma ericsoni ingår i släktet Spilosoma och familjen björnspinnare. Inga underarter finns listade i Catalogue of Life.

## Bildgalleri

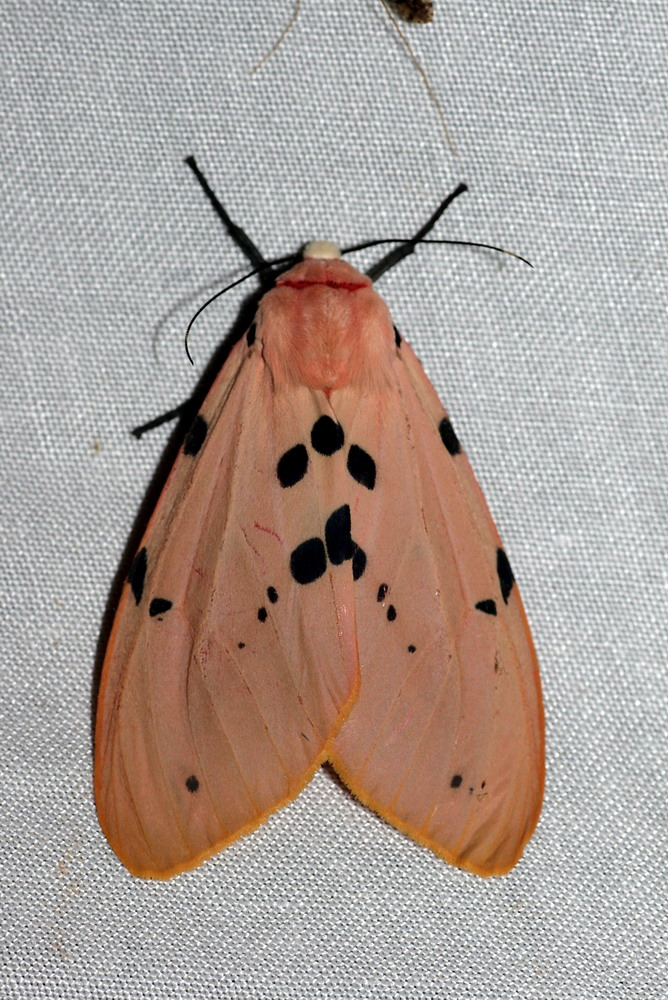